# Szejchzade

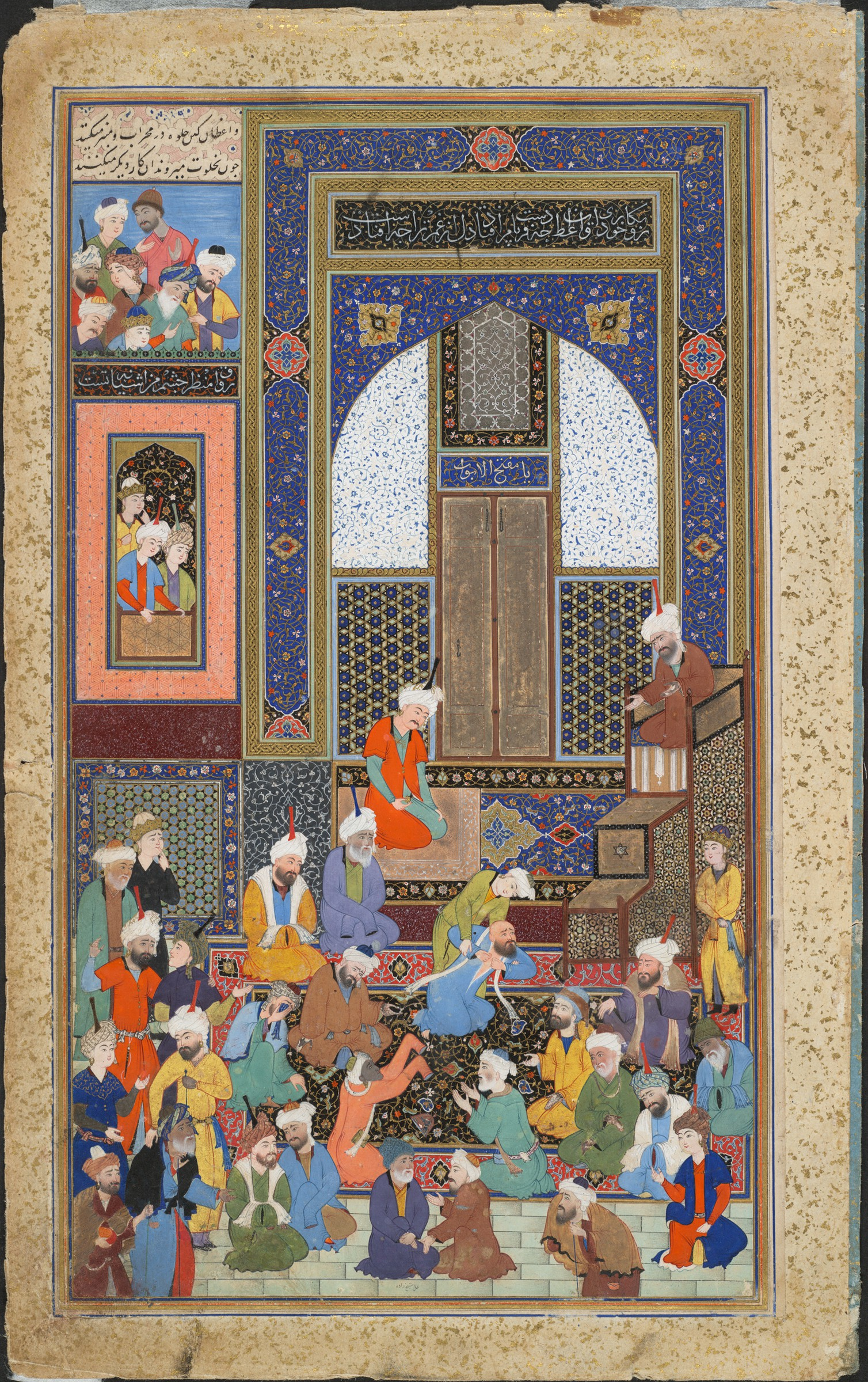
Zdarzenie w meczecie, miniatura z kopii dywanu Hafeza sporządzonej dla Sama Mirzy, ok. 1530. Harvard Art Museums

Szejchzade, floruit ok. 1520–ok. 1540 – irański malarz aktywny ok. 1520 do ok. 1530 w Heracie i ok. 1530 do ok. 1540 w Bucharze.

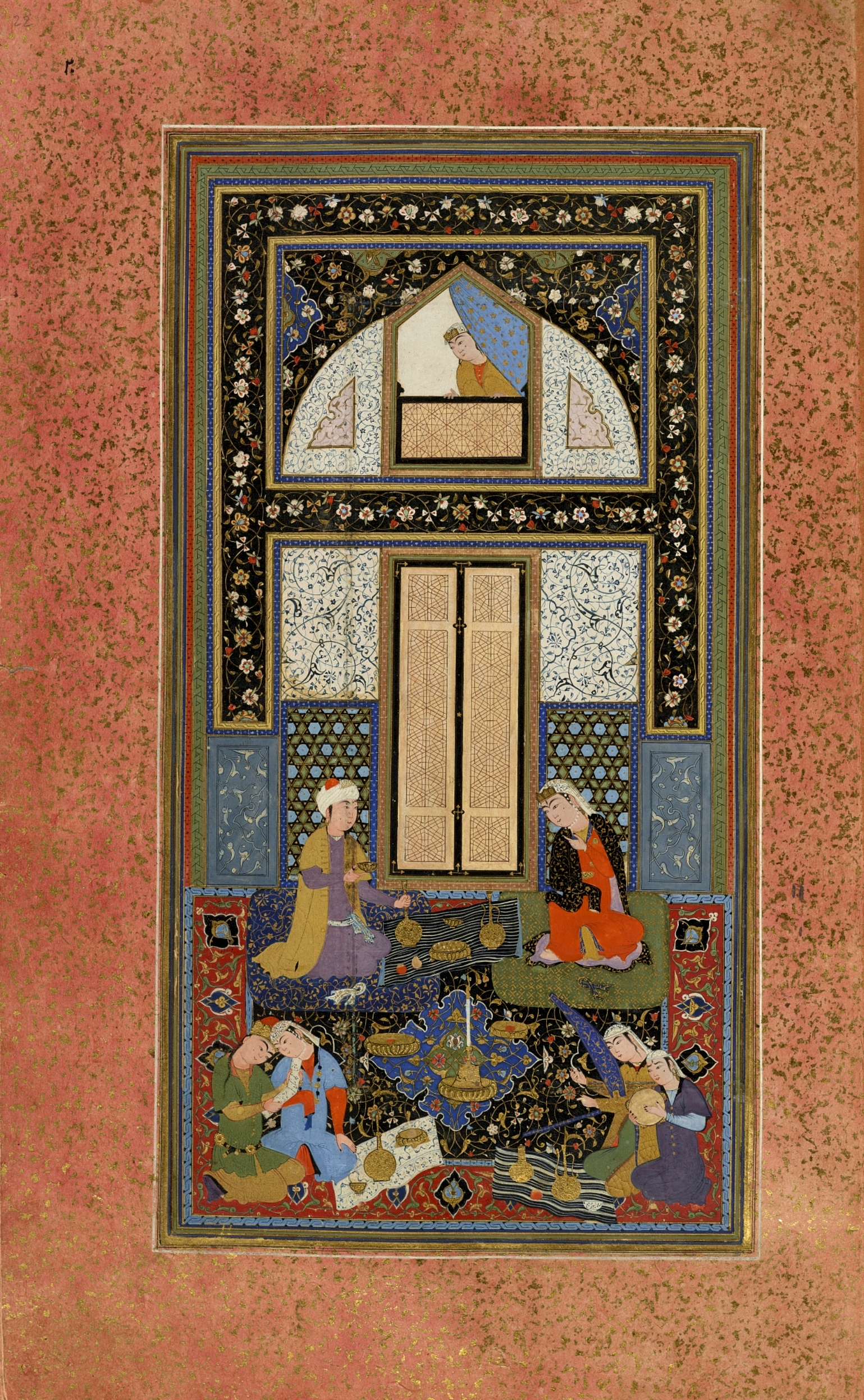
Bahram Gur i księżniczka w Czarnym Pawilonie, miniatura z kopii Haft manzar Hatefiego. Buchara, 1538. Freer and Sackler Galleries

Według Mustafy Alego, jedynego XVI–wiecznego autora, który wzmiankuje Szejchzade, był on uczniem Behzada i pochodził z Chorasanu. Jedna z miniatur kopii dywanu Hafeza sporządzonej dla Sama Mirzy, Zdarzenie w meczecie (zobacz ilustracja), jest na dole przypisana Szejchzade. Na tej podstawie Dickson i Welch przyjęli, że pierwsza część kariery Szejchzade miała miejsce w połowie lat 20. XVI wieku w Heracie i przypisali mu inną miniaturę z tego samego rękopisu, Grę w Polo (zniszczona), czternaście z piętnastu miniatur z manuskryptu Chamse Nezamiego z 1524/25 (MMA, 13.28.7) oraz cztery z pięciu miniatur w kopii dywanu Nawojego z 1526/27 (BnF, Supp. turc 316–17). Zdarzenie w meczecie jest niezwykle duże i ukazuje wyszukane wnętrze, w którym poruszony tłum mężczyzn zestawiono z wysoce dekoracyjnymi prostoliniowymi kształtami tworzącymi elementy architektury i położone na nich tekstylia. Barwy są przytłumione, zaś ich subtelna gradacja zdradza wpływ Behzada i szkoły Herackiej. Również przejrzyste, racjonalne potraktowanie architektury, wyśmienity ornament oraz pewne standardowe postaci są zapożyczone od słynnego nauczyciela Szejchzade.
Imię Szejchzade wymienione jest w nagłówkach wokół frontyspisu kopii Haft Manzar Hatefiego sporządzonej w Bucharze w 1538, obok imienia chana Ubajdullaha (1533–1539). Szejchzade mógł trafić do Buchary ok. 1529 wraz z kaligrafem Mir Alim, który został tam uprowadzony po zdobyciu przez Szejbanidów Heratu, bądź też po prostu zatrudnić się u nowego patrona w sytuacji gdy jego tradycyjny styl nie został doceniony na safawidzkim dworze. Miniatura Bahram Gur i księżniczka w Czarnym Pawilonie (zobacz ilustracja) z rękopisu Haft Manzar ukazuje płaski wycinek budowli z wyrafinowanym wystrojem architektonicznym, zwłaszcza w partii kompozycji z płytek okładzinowych. Jest to styl identyczny z tym, jaki charakteryzuje miniatury przypisywane Szejchzademu z manuskryptu dywanu Hafeza. Twarze postaci ludzkich z obrazów w Haft Manzar są pucułowate i mają grubą linię brwi, a kobiety noszą na głowach białe haftowane chusty podtrzymywane przez diademy. Paleta barw „ogranicza się do niezbyt dużej liczby intensywnych kolorów: obficie zastosowano karmazyn i ciemny błękit, a w scenach na dworze ciemnozielony służy często do oddania łąk usianych roślinnością z kwiatami na długich łodygach”.
Będąc w Bucharze Szejchzade zapewne uczył Mahmuda Mozahheba i Abdollaha, których twórczość pozostaje pod jego wyraźnym wpływem. Styl bucharskiego malarstwa w latach 30. i 40. XVI wieku przejawia wiele podobieństw z malarstwem Szejchzade, w przedstawianiu niezwykle płaskich motywów architektonicznych, wyrafinowanej dekoracji płytek okładzinowych i postaci kobiecych. Miejscowi malarze pozostali mu wierni aż do końca XVI wieku, z malejącymi artystycznymi rezultatami. W ten sposób Szejchzade, „być może najwybitniejszy [...] uczeń Behzada”, walnie przyczynił się do powstania Bucharskiej szkoły miniatury.